# Road Runner (jeu vidéo)
Pour les articles homonymes, voir Road Runner.
Road Runner est un jeu vidéo de course développé et édité par Atari Games, sorti en 1985 sur borne d'arcade, DOS, Amstrad CPC, Atari ST, Commodore 64, ZX Spectrum, Atari 2600 et NES. Il est basé sur les courts-métrages Bip Bip et Coyote.